# Загориця-при-Великем Габру
Загориця-при-Великем Габру (словен. Zagorica pri Velikem Gabru) — поселення в общині Требнє, регіон Південно-Східна Словенія, Словенія.